# ジュリアーノ・デ・メディチ (ヌムール公)
ジュリアーノ・ディ・ロレンツォ・デ・メディチ（Giuliano di Lorenzo de' Medici, 1479年3月12日 - 1516年3月17日）は、イタリアの貴族・政治家。フィレンツェの僭主。フランスの貴族としてヌムール公の爵位と所領を得た。フランス語名はジュリアン・ド・メディシス（Julien de Médicis）。イタリアのメディチ家の一員で、ロレンツォ・イル・マニフィコと妻クラリーチェ・オルシーニの三男としてフィレンツェで生まれた。長兄はピエロ、次兄はローマ教皇レオ10世となったジョヴァンニである。

## 生涯
父ロレンツォの死後、長兄ピエロがフィレンツェの支配者であったが、享楽に耽って父の側近たちの離反を招き、またおりからイタリアに侵攻してきたフランス王シャルル8世 (フランス王)に対する対応を誤って市民の信頼も失った。1494年にシャルル8世がフィレンツェに入城すると、メディチ家はついに亡命せざるを得なくなり、ジュリアーノはヴェネツィアへ逃れた。1503年にピエロは死亡したが、スペインが主導する神聖同盟以後、共和制を支持したフランス勢力は追われ、メディチ家は以前の権力を回復した。ジュリアーノは1513年から1516年までフィレンツェを治めた。また、次兄の教皇レオ10世により教皇軍総司令官に任じられている。
しかしジュリアーノは、政務に励むよりも文人や芸術家と交わったり、パトロン活動を行うなど華やかな文化人、宮廷人であった。友人にはレオナルド・ダ・ヴィンチ、ラファエロ、ルドヴィーコ・アリオスト、フランチェスコ・デル・ジョコンドなどがいた。
1515年、サヴォイア公フィリッポ2世の娘でフランス王フランソワ1世の母方の叔母フィリベルタとフランス宮廷で結婚。次兄のとりなしにより、フランス王フランソワ1世はジュリアーノにヌムール公位を授けた。フランス側はジュリアーノをナポリ王位につけようと考えていた（ナポリは歴史的にフランス王が興味を示してきた王国だった）。ジュリアーノが急逝すると、フィレンツェの僭主の地位は甥のロレンツォに受け継がれた。
フィリベルタとの間に子供がなく、庶子イッポーリトが一人いたのみだった。イッポーリトは長じて枢機卿となった。
なお、レオナルド・ダ・ヴィンチの「モナ・リザ」は、ジュリアーノからの依頼とされている。しかし、モデルは彼の愛人ではなく、フィレンツェの商人の妻であるジョコンド夫人が有力視されている。